# فیلیپ بورسوس
فیلیپ بورسوس (انگلیسی: Phillip Borsos؛ ‏ ۵ مهٔ ۱۹۵۳ – ۲ فوریهٔ ۱۹۹۵) بازیگر، فیلم‌نامه‌نویس، تهیه‌کننده و کارگردان استرالیایی‌الاصل اهل کانادا بود.
از فیلم‌ها یا برنامه‌های تلویزیونی که وی در آن نقش داشته است، می‌توان به فصل دشوار و روباه خاکستری اشاره کرد.